# Frans Heesen Stadion
O Heesen Yachts Stadion é um estádio multiusos em Mondriaanlaan 4, cidade de Oss, Holanda . Atualmente é usado principalmente para jogos de futebol e é o estádio do FC Oss . O estádio tem capacidade para 4.560  pessoas. 